# Nusaherang (plaats)
Nusaherang is een bestuurslaag in het regentschap Kuningan van de provincie West-Java, Indonesië. Nusaherang telt 2408 inwoners (volkstelling 2010).